# Советник премьер-министра (Израиль)
Советники премьер-министра Израиля — чиновники вышего звена госаппарата, назначаемые премьер-министром напрямую для консультирования по приоритетным для него вопросам политики, участвующие в разработке ключевых решений, связанных с государственной политикой, внутренними и международными отношениями, экономикой и безопасностью. Привлекаются по срочным договорам. Количество советников варьируется в зависимости от премьер-министра и его политических приоритетов.

## Функции
Советники премьер-министра играют важную роль в разработке и координации политики правительства, консультируя его по таким вопросам, как внешняя политика, национальная безопасность, экономика и связи с общественностью. Советники помогают разрабатывать решения и координируют взаимодействие премьер-министра с другими министерствами и ведомствами.

## Разновидности
В число постоянных советников премьер-министра обычно входят советник внешнеполитическим вопросам, военный секретарь, экономический советник, советник по внутриполитическим вопросам, советник по связям со СМИ и советник по планированию.
По состоянию на 2023 год, предусмотрен один политический советник премьер-министра.

## История
С расширением сферы деятельности премьер-министров, расширялся спектр привлекаемых ими советников.
Первый премьер-министр Давид Бен-Гурион в период становления государства назначил советников по ряду актуальных вопросов: экономики, инфраструктуры и развития, арабского меньшинства, жилья и государственной собственности на землю.
Во время первого премьерского срока Ицхака Рабина, его советником по вопросам безопасности в 1974—1975 годах был Ариэль Шарон, позже занявший несколько министерских постов и, затем, должность премьер-министра.
Премьер-министр Менахем Бегин при решении политических вопросов в значительной мере полагался на советников, пользовавшихся его доверием.
При премьер-министре Биньямине Нетаньяху количество советников премьер-министра значительно увеличилось, дойдя при его первом сроке до 20. Советники стали выступать в качестве «квази-министров», их роль возросла. Важную роль в качестве советника по внешнеполитическим вопросам с 2009 по 2013 год сыграл Рон Дермер, прозванный «мозгом» Нетаньяху, содействовавший укреплению американо-израильских отношений, и ставший одним из ключевых архитекторов внешнеполитической стратегии Израиля. Концепция национальной безопасности Израиля, подготовленная в 2017—2018 годах, была разработана Нетаньяху при содействии его наиболее высокопоставленных советников. Во время войны в Газе, начавшейся 7 октября 2023 года, ответственность за предоставление информации о войне 260 миллионам русскоязычных была возложена на Дмитрия Гендельмана, политического советника Нетаньяху, давшего за первый год войны свыше 500 интервью русскоязычным СМИ.

## Влияние
Советники премьер-министра обычно тесно с ним связаны. Советники, пользующиеся его доверием, могут повлиять на премьер-министра и сформировать решение общественной проблемы скорее, нежели министры, члены Кнессета, политические партии, воздействие прессы или общества. Персонал офиса премьер-министра, помогающий премьерам в координации и контроле за реализацией политических решений, включая советников, имеет долгосрочное влияние на политическую систему Израиля.
Роль советников в работе премьер-министра постепенно расширяется, а традиционная роль политических партий снижается. Обзор газеты Times of Israel отмечал в 2014 году, что роль ряда советников «становится всё более важной в связи с тем, что канцелярия премьер-министра, похоже, играет всё более влиятельную роль в национальной политике <…> поскольку власть концентрируется вокруг премьер-министра, придающего дополнительный вес взглядам своих советников, эти советники становятся всё более важными для понимания того, как управляется механизм власти и принимаются критически важные решения в Государстве Израиль».

## Ограничения
Советникам премьер-министра, как и всем чиновникам высшего звена госаппарата, запрещено быть членами ЦК или состоять в выборных органах каких-либо партий и общественных организаций, а также выражать поддержку каким-либо кандидатам.
Политическим советникам, во избежание конфликта интересов, также запрещается работать на политическую партию своего руководителя, если на это нет особого разрешения юрсоветника правительства.